# Claude Coulais
Pour les articles homonymes, voir Coulais.
Claude Coulais est un homme politique français libéral né le 23 janvier 1924 à La Châtaigneraie (Vendée) et mort le 3 novembre 2009 à Rueil-Malmaison (Hauts-de-Seine).
Il repose au cimetière de Préville de Nancy.

## Biographie

### Jeunesse et études
Il suit des études de droit à la faculté de droit de l'université de Paris. Il obtient une licence de droit.

### Parcours professionnel
Délégué des Républicains indépendants en Meurthe-et-Moselle et membre du bureau politique de ce parti dirigé par Valéry Giscard d'Estaing, il est directeur de la société des H.L.M. de l'Est, directeur général du Comité Interprofessionnel du logement de Meurthe-et-Moselle.
Il est également président du comité d'aménagement et du plan d'équipement du département et vice-président du comité régional d'expansion de la Lorraine, puis membre du cabinet de Giscard d'Estaing, alors ministre de l'économie et des finances, de 1970 à 1973.

### Fonctions ministérielles
- Secrétaire d’État auprès du ministre de l'Industrie et de la Recherche du gouvernement Raymond Barre (1), du 20 décembre 1976 au 20 mars 1977.
- Secrétaire d’État auprès du ministre de l'Industrie, du Commerce et de l'Artisanat du gouvernement Raymond Barre (2), du 1er avril 1977 au 31 mars 1978.

### Mandats parlementaires
- Député Républicains indépendants de Meurthe-et-Moselle, du 11 mars 1973 au 20 janvier 1977.
- Député UDF de Meurthe-et-Moselle, du 19 mars 1978 au 22 mai 1981.

### Mandats locaux
- Adjoint au maire (Pierre Weber), de 1965 à 1969
- Conseiller municipal de Nancy, de 1965 à 1971
- Maire de Nancy de 1977 à 1983.
- Conseiller général du canton de Nancy-Ouest de 1970 à 1982.

### Distinctions
- 1997 : Chevalier de la Légion d'honneur[3]